# Thonon Évian Grand Genève Football Club
Actualités
Le Thonon Évian Grand Genève Football Club est un club de football français fondé en 2007 qui évolue pour la saison 2024-2025 en National 3. Le club est le résultat de la fusion du Football Croix-de-Savoie 74 (lui-même issu de la réunion en 2003 du Football Club de Gaillard et du Football Club de Ville-la-Grand) et de l'Olympique Thonon Chablais (descendant du Club sportif de Thonon, équipe de deuxième division des années 1980). D'abord dénommé Olympique Croix de Savoie 74, le club est rebaptisé « Évian Thonon Gaillard Football Club » le 1er juillet 2009. Le 6 décembre 2016, le tribunal de commerce de Thonon-les-Bains prononce la liquidation judiciaire du club (laissant un passif d'environ 12 M€). L'équipe sénior reprend la compétition en 2017 sous le nom « Thonon Évian Savoie FC » qui devient « Thonon Évian FC » en 2018 puis « Thonon Évian Grand Genève FC » en 2019 lorsque le club féminin Croix de Savoie Football Academy Ambilly rejoint l'entité.
En 2008, le club remporte le championnat de France amateur. Promu en championnat de France National, le club y évolue deux saisons avant d'obtenir sa promotion en Ligue 2 en remportant le titre de champion en 2010. La saison suivante, le club obtient son accession en Ligue 1 en remportant de nouveau le titre de champion. Deux saisons en Ligue 1 plus tard (neuvième puis seizième place), l'équipe se qualifie en finale de coupe de France 2012-2013 contre les Girondins de Bordeaux, finale lors de laquelle elle s'inclinera deux buts à trois.
Basé historiquement à Thonon-les-Bains et Gaillard, le club évolue initialement au stade Joseph-Moynat de Thonon avant de déménager au Parc des Sports d'Annecy lors de son accession en Ligue 2 en 2010. À partir de 2017, l'équipe première joue à nouveau ses matchs à domicile au stade Joseph-Moynat. Le siège administratif, le centre d'entraînement et le centre de formation du club se situent au domaine de Blonay, sur le territoire des communes de Publier et Marin depuis 2013.

## Repères historiques

### Historique des fusions
| Football Club de Ville-la-Grand (1928) | Football Club de Ville-la-Grand (1928) | Football Club de Ville-la-Grand (1928) | Football Club de Ville-la-Grand (1928) | Football Club de Ville-la-Grand (1928) | Football Club de Ville-la-Grand (1928) |  |  | Football Club de Gaillard (1924)   | Football Club de Gaillard (1924)   | Football Club de Gaillard (1924)   | Football Club de Gaillard (1924)   | Football Club de Gaillard (1924)                | Football Club de Gaillard (1924)   |  |  | Club sportif de Thonon (1909-1987)    | Club sportif de Thonon (1909-1987)    | Club sportif de Thonon (1909-1987)    | Club sportif de Thonon (1909-1987)    | Club sportif de Thonon (1909-1987)    | Club sportif de Thonon (1909-1987)    |  |  |  |  |  |  |  |  |  |  |  |  |  |  |  |  |  |  |
| Football Club de Ville-la-Grand (1928) | Football Club de Ville-la-Grand (1928) | Football Club de Ville-la-Grand (1928) | Football Club de Ville-la-Grand (1928) | Football Club de Ville-la-Grand (1928) | Football Club de Ville-la-Grand (1928) |  |  | Football Club de Gaillard (1924)   | Football Club de Gaillard (1924)   | Football Club de Gaillard (1924)   | Football Club de Gaillard (1924)   | Football Club de Gaillard (1924)                | Football Club de Gaillard (1924)   |  |  | Club sportif de Thonon (1909-1987)    | Club sportif de Thonon (1909-1987)    | Club sportif de Thonon (1909-1987)    | Club sportif de Thonon (1909-1987)    | Club sportif de Thonon (1909-1987)    | Club sportif de Thonon (1909-1987)    |  |  |  |  |  |  |  |  |  |  |  |  |  |  |  |  |  |  |
|                                        |                                        |                                        |                                        |                                        |                                        |  |  |                                    |                                    |                                    |                                    |                                                 |                                    |  |  |                                       |                                       |                                       |                                       |                                       |                                       |  |  |  |  |  |  |  |  |  |  |  |  |  |  |  |  |  |  |
|                                        |                                        |                                        |                                        |                                        |                                        |  |  | Football Croix-de-Savoie 74 (2003) | Football Croix-de-Savoie 74 (2003) | Football Croix-de-Savoie 74 (2003) | Football Croix-de-Savoie 74 (2003) | Football Croix-de-Savoie 74 (2003)              | Football Croix-de-Savoie 74 (2003) |  |  | Olympique Thonon Chablais (1987-2007) | Olympique Thonon Chablais (1987-2007) | Olympique Thonon Chablais (1987-2007) | Olympique Thonon Chablais (1987-2007) | Olympique Thonon Chablais (1987-2007) | Olympique Thonon Chablais (1987-2007) |  |  |  |  |  |  |  |  |  |  |  |  |  |  |  |  |  |  |
|                                        |                                        |                                        |                                        |                                        |                                        |  |  | Football Croix-de-Savoie 74 (2003) | Football Croix-de-Savoie 74 (2003) | Football Croix-de-Savoie 74 (2003) | Football Croix-de-Savoie 74 (2003) | Football Croix-de-Savoie 74 (2003)              | Football Croix-de-Savoie 74 (2003) |  |  | Olympique Thonon Chablais (1987-2007) | Olympique Thonon Chablais (1987-2007) | Olympique Thonon Chablais (1987-2007) | Olympique Thonon Chablais (1987-2007) | Olympique Thonon Chablais (1987-2007) | Olympique Thonon Chablais (1987-2007) |  |  |  |  |  |  |  |  |  |  |  |  |  |  |  |  |  |  |
|                                        |                                        |                                        |                                        |                                        |                                        |  |  |                                    |                                    |                                    |                                    |                                                 |                                    |  |  |                                       |                                       |                                       |                                       |                                       |                                       |  |  |  |  |  |  |  |  |  |  |  |  |  |  |  |  |  |  |
|                                        |                                        |                                        |                                        |                                        |                                        |  |  |                                    |                                    |                                    |                                    |                                                 |                                    |  |  |                                       |                                       |                                       |                                       |                                       |                                       |  |  |  |  |  |  |  |  |  |  |  |  |  |  |  |  |  |  |
|                                        |                                        |                                        |                                        |                                        |                                        |  |  |                                    |                                    |                                    |                                    | Olympique Croix-de-Savoie 74 (2007-2009)        |                                    |  |  |                                       |                                       |                                       |                                       |                                       |                                       |  |  |  |  |  |  |  |  |  |  |  |  |  |  |  |  |  |  |
|                                        |                                        |                                        |                                        |                                        |                                        |  |  |                                    |                                    |                                    |                                    |                                                 |                                    |  |  |                                       |                                       |                                       |                                       |                                       |                                       |  |  |  |  |  |  |  |  |  |  |  |  |  |  |  |  |  |  |
|                                        |                                        |                                        |                                        |                                        |                                        |  |  |                                    |                                    |                                    |                                    | Évian Thonon Gaillard Football Club (2009-2016) |                                    |  |  |                                       |                                       |                                       |                                       |                                       |                                       |  |  |  |  |  |  |  |  |  |  |  |  |  |  |  |  |  |  |
|                                        |                                        |                                        |                                        |                                        |                                        |  |  |                                    |                                    |                                    |                                    |                                                 |                                    |  |  |                                       |                                       |                                       |                                       |                                       |                                       |  |  |  |  |  |  |  |  |  |  |  |  |  |  |  |  |  |  |
|                                        |                                        |                                        |                                        |                                        |                                        |  |  |                                    |                                    |                                    |                                    | Thonon Évian Savoie Football Club (2017-2018)   |                                    |  |  |                                       |                                       |                                       |                                       |                                       |                                       |  |  |  |  |  |  |  |  |  |  |  |  |  |  |  |  |  |  |
|                                        |                                        |                                        |                                        |                                        |                                        |  |  |                                    |                                    |                                    |                                    |                                                 |                                    |  |  |                                       |                                       |                                       |                                       |                                       |                                       |  |  |  |  |  |  |  |  |  |  |  |  |  |  |  |  |  |  |
|                                        |                                        |                                        |                                        |                                        |                                        |  |  |                                    |                                    |                                    |                                    | Thonon Évian Football Club (2018-2019)          |                                    |  |  |                                       |                                       |                                       |                                       |                                       |                                       |  |  |  |  |  |  |  |  |  |  |  |  |  |  |  |  |  |  |
|                                        |                                        |                                        |                                        |                                        |                                        |  |  |                                    |                                    |                                    |                                    |                                                 |                                    |  |  |                                       |                                       |                                       |                                       |                                       |                                       |  |  |  |  |  |  |  |  |  |  |  |  |  |  |  |  |  |  |
|                                        |                                        |                                        |                                        |                                        |                                        |  |  |                                    |                                    |                                    |                                    | Thonon Évian Grand Genève FC (depuis 2019)      |                                    |  |  |                                       |                                       |                                       |                                       |                                       |                                       |  |  |  |  |  |  |  |  |  |  |  |  |  |  |  |  |  |  |

### Genèse de plusieurs clubs locaux

#### Le football à Thonon

Logo du CS Thonon qui évolua en deuxième division de 1979 à 1987

En 1909, quelques passionnés fondent à Thonon une association multi-sport, le Club sportif de Thonon, bientôt totalement consacrée au football.
Après plusieurs dizaines de saisons dans les championnats régionaux du Lyonnais (équivalent historique de la Ligue Rhône-Alpes de football – à l'époque la Division d'Honneur était le 4e échelon du football français) –, l'équipe première est promue en Division 3 puis en Division 2 l'année suivante, en 1979. Trois saisons plus tard, en 1982, le club ne remporte pas le titre de champion du groupe A face au Toulouse FC à la différence de buts. Puis, petit à petit, il va redescendre les marches des championnats nationaux puis régionaux.
Tout commence avec une double relégation financière dès 1987, année du début de la dégringolade mais aussi du changement de nom du club qui devient l'"Olympique Thonon Chablais". Ainsi, le club repart en Division 4, niveau auquel il se maintient 6 saisons jusqu'à l'année 1992/1993, quand il est relégué administrativement en National 3. La même année, le club fusionne avec un autre club de la ville, le Stella Thonon, l'équipe de la communauté portugaise de Thonon de niveau inférieur (Promotion Honneur Régionale). Cependant il ne reste pas longtemps à ce niveau et remporte le titre de champion pour le groupe F au terme de la saison 1993/1994. Mais cette promotion est suivie de plusieurs relégations d'affilée à partir de 1997, jusqu'à atteindre la division d'honneur régionale (7e échelon) en 1999 puis la promotion d'honneur régionale (8e échelon) en 2001. Le club regagne tout de même la DHR en 2004 pour un an, mais il subit finalement sa dernière relégation dès la fin de saison.

#### Le football à Gaillard et Ville-la-Grand

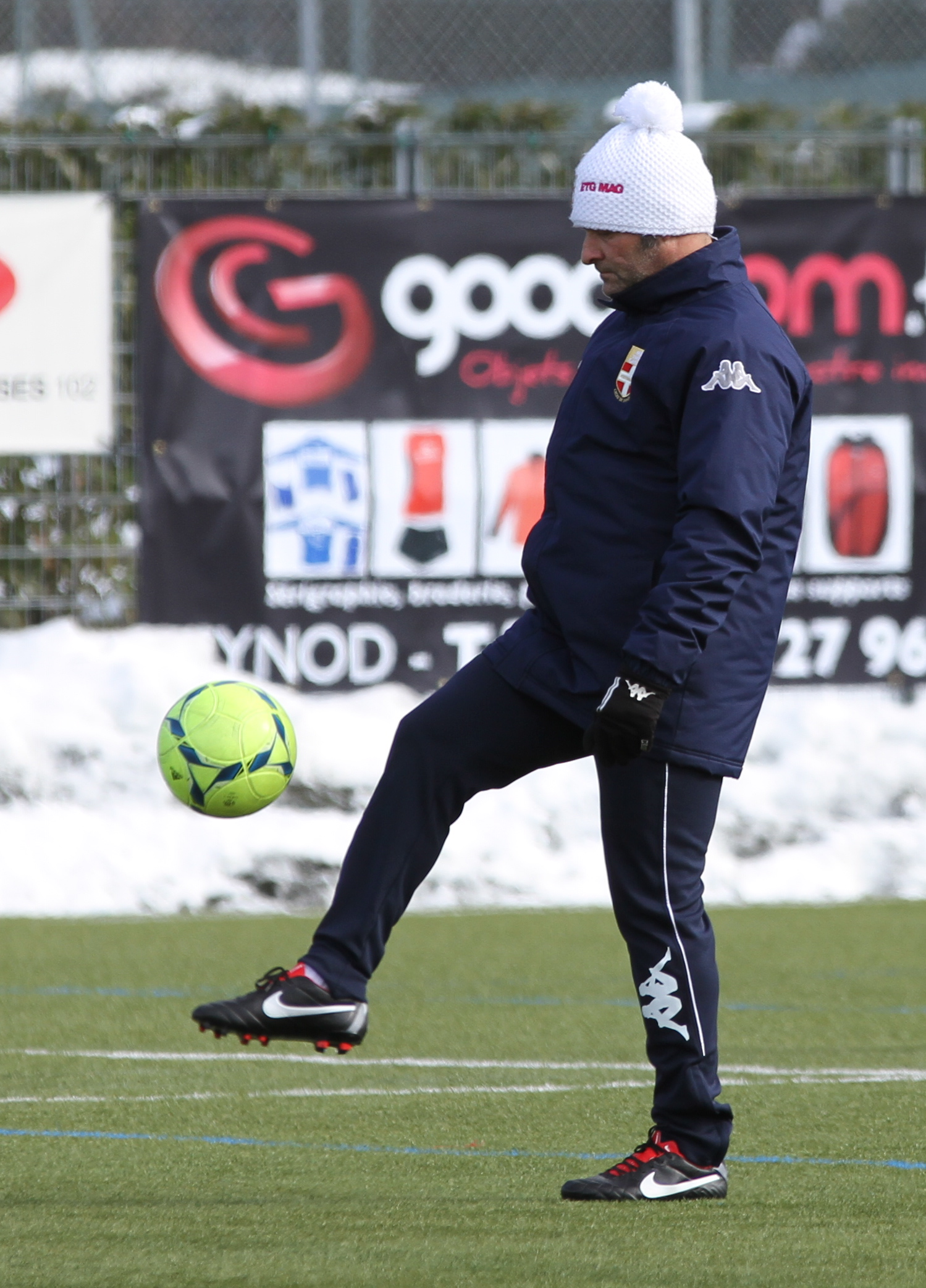
Pascal Dupraz, joueur, dirigeant et entraîneur emblématique du FC Gaillard, des Croix de Savoie, puis de l'ETG.

La banlieue d'Annemasse a longtemps compté deux clubs amateurs, le FC Gaillard et le FC Ville-la-Grand, n'ayant jamais atteint le niveau national. Jusqu'à ce qu'en 1999, l'équipe gaillardine soit promue en championnat de France amateur 2 (5e échelon), puis en CFA (4e échelon) en 2002. Ces montées successives sont le fruit du travail des dirigeants du club réunis autour de Pascal Dupraz, ancien footballeur professionnel, appelé dans ses terres d'origines par les présidents du FC Gaillard en 1991, alors que l'équipe vient de se promouvoir en Division d'Honneur. En 2003, certains dirigeants du FC Gaillard (Jo Dupraz en tête) estiment qu'il est « impératif d'avoir une synergie avec un autre club de la région pour obtenir des installations sportives supplémentaires ainsi qu'un complément d'apport financier ». Il est répété que ce qui manquait à Gaillard (des infrastructures adaptées et des finances aguerries), Ville-la-Grand l'avait, et ce qui manquait à Ville-la-Grand (une équipe faisant ses preuves au niveau national), Gaillard l'avait. Ainsi, et malgré les grandes tensions qui existaient entre eux, les deux clubs fusionnent au sein du Football Croix-de-Savoie 74 qui se promeut en National dès sa première année d'existence,,,.
Cependant le nouveau club fait face à de grosses difficultés financières, engendrées par des problèmes de gestion dès la saison 2004-2005. Les dirigeants du club tentent alors d'approcher ceux du groupe Danone, fortement implanté dans la région, pour leur demander de l'aide. Ceux-ci répondirent que leur vocation n’était pas de sauver des situations désespérées. Cependant, ils laissèrent toutefois entendre à leurs interlocuteurs qu'ils pourraient reprendre contact une fois que les comptes auraient été un tant soit peu redressés. Cette réponse encouragea quelques proches du FC Croix de Savoie 74 à sauver le club de la faillite grâce à une souscription au niveau local,.
La saison 2005-2006 reste très difficile (au niveau sportif notamment), mais, satisfaits des efforts du club pour boucher le déficit, Franck Riboud, PDG de Danone donne finalement son accord en devenant principal partenaire du club. En revanche son aide ne suffit pas à éviter la relégation, le club terminant finalement à la 18e place du classement à cause d'un nul face à l'AS Moulins lors de la dernière journée,.
Puis, au terme de la saison 2006-2007, l'équipe maintenant entraînée par Laurent Croci (fraîchement engagé pour remplacer Pascal Dupraz, nommé directeur sportif), termine 2e de son groupe de CFA et ne remonte pas,,.

### Olympique Croix de Savoie 74 (2007-2009)

#### Fusion et création du nouveau club

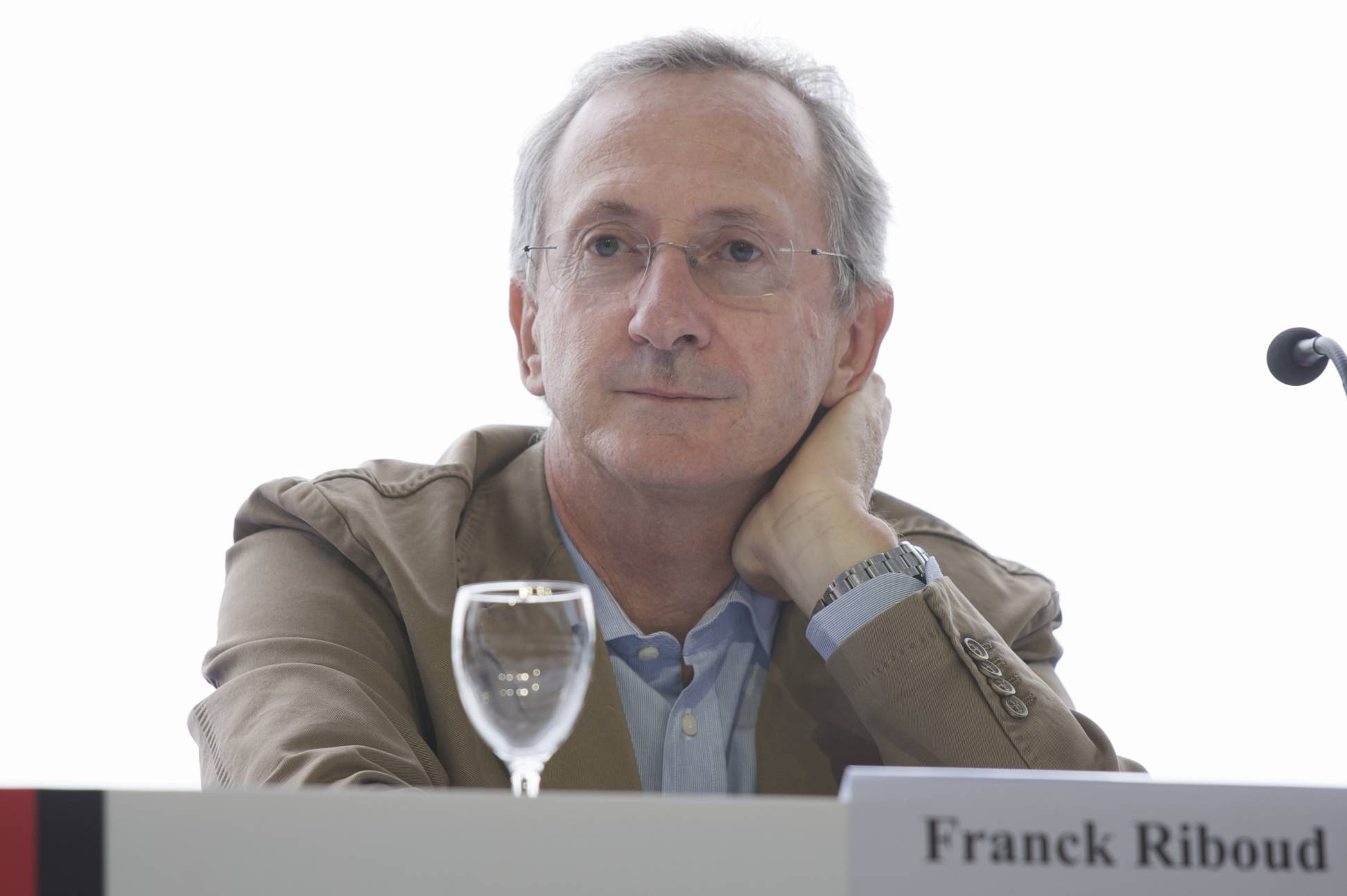
Franck Riboud, patron du groupe Danone, principal sponsor de 2007 à 2017.

Maintenant principal partenaire du FC Croix-de-Savoie 74, Danone commence à poser une nouvelle exigence : le club doit se rapprocher du lieu de vie de la marque (à proximité des villes d’Évian-les-Bains, de Thonon-les-Bains et de Publier-Amphion-les-bains), soit à environ 30 kilomètres de Gaillard (situé entre les banlieues de Genève et Annemasse). L'équipe première du club joue déjà à Thonon depuis 2005, pour répondre aux normes de la fédération (leur interdisant l'accès au stade de Gaillard) et par conséquent, les dirigeants du FCS74 n'ont eu aucun mal à se rapprocher de ceux de l'Olympique Thonon Chablais, qui connaissaient eux aussi de gros problèmes d’ordre financier et avec qui un protocole de fusion avait été signé dès le 1er août 2005, sous l'impulsion de Danone. Et c'est ainsi que, le 1er juillet 2007, le Football Croix-de-Savoie 74 fusionne avec l'Olympique Thonon-Chablais, pour former l'Olympique Croix-de-Savoie 74, lequel est alors quitté instantanément par l'antenne villamagnaine, ses représentants n'acceptant pas cette décision du groupe Danone, et plus largement le rapprochement des Croix de Savoie avec cette multinationale,,. Le club, devenu en 2006 une SAOS, est dirigé par Babacar Macalou, cadre supérieur chez « Danone Eaux France » et administrateur du club depuis la création de la SAOS, à la suite de sa nomination le 20 septembre 2007 au poste de Président délégué, toujours sous l'autorité du président Henri Vulliez,.

#### Bons résultats sportifs et restructuration du club

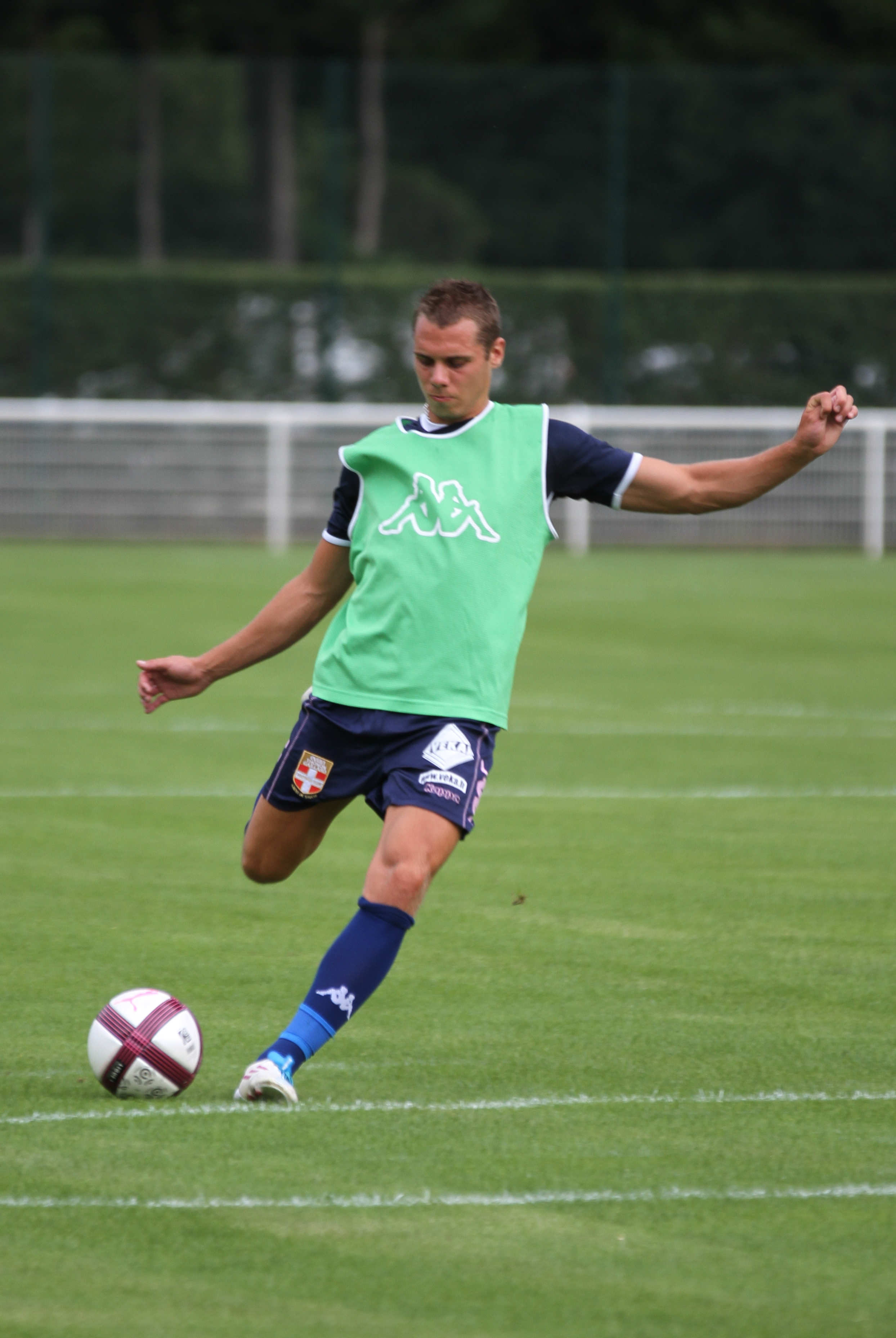
Kévin Bérigaud, future figure emblématique des Croix de Savoie, alors jeune attaquant qui se révèle en devenant le meilleur buteur en 2008-2009.

Durant cette saison 2007-2008, le club évolue en Championnat de France Amateurs (CFA) et Pascal Dupraz reprend à cette occasion le rôle d'entraîneur, assisté tout de même par Laurent Croci (les rôles sont ainsi officiellement inversés). On a effet demandé à Pascal Dupraz « en plus haut-lieu de reprendre l'équipe », selon ses propres mots. La saison commence moyennement et les débuts du nouveau club sont ternis par des conflilts en interne entre pro-gaillardins et pro-thononais. Mais, par la suite, l'effectif, enrichi au mercato notamment par les milieux de terrain Pierre Bouby et Mathieu Lafon (qui resteront longtemps au club), va connaître une très bonne saison et s’adjuger le titre devant le Besançon Racing Club, contre qui les Croix se seront battus toute la saison. Le match au sommet de la 31e journée (sur 34) se conclut par un match nul de zéro partout entre les deux équipes, mais la victoire savoyarde sur Jura Sud Foot au moment où le RCB va perdre au Vesoul HSF la semaine suivante leur ouvre la porte du National. Outre la plus large victoire de l'histoire du club (6-0) contre l'US Raon-l'Étape le 8 septembre 2007, et des victoires face aux réserves professionnelles (comme le 1-0 infligé à la réserve de l'AJ Auxerre à domicile), l'année est marquée par une série de quinze matchs sans défaite, dont les attaquants Samuel Ojong ou Yohann di Tommaso sont les artisans. Le parcours en coupe de France s'était auparavant conclu en 16e de finale, éliminé par le « grand Lyon » de Sidney Govou et Fred sur le score d'un but à zéro (but de ce dernier à la 80e) ; il s'agit là de la meilleure performance du jeune club dans cette compétition. Le titre de champion est officiellement obtenu à l'avant dernière journée le 17 mai 2008 à la suite d'une victoire (2-0) à domicile sur le Red Star FC (buts de Christophe Meirsman et Guillaume Coelho). Les Croix de Savoie offrent un bilan exceptionnel de 108 points, 22 victoires, 8 nuls, 4 défaites, et surtout 52 buts marqués pour seulement 17 encaissés. Après deux ans d'absence en troisième division, les Croix de Savoie font ainsi leur retour dans le championnat National.
Pour sa promotion en National en 2008-2009, le club connaît en revanche un début de saison difficile avant de réaliser une excellente fin de saison. L'équipe termine en effet au 5e rang, grâce notamment au recrutement à la mi-saison de l'attaquant Nicolas Goussé, auteur notamment d'un triplé pour son premier match. En coupe de France, l'OSC 74 perd en 32e de finale en s'inclinant aux tirs au but face au Stade brestois (sur un score de 2-2 à la fin du temps réglementaire et de 5-4 à la fin de la séance de tires au but). Cette année voit également le club se restructurer. Il accueillie Patrick Trotignon comme nouveau président en octobre 2008 et devient une SASP quelques semaines plus tard. L'actionnariat est maintenant divisé entre un groupe d'anciens dirigeants du club, actionnaires à hauteur de 10 % au total (parmi lesquels : Pascal et Jo Dupraz, les anciens responsables thononais Jean-Louis Escoffier et Pierre Fillon, ou encore les anciens dirigeants du Football Croix de Savoie 74 Babacar Macalou et Henri Vulliez) et la holding « Haute-Savoie Football Développement » créée pour l'occasion. L'entrepreneur haut-savoyard Richard Tumbach en est le président et actionnaire à hauteur de 16 % des parts et l'homme d'affaires helvético-iranien Esfandiar Bakhtiar l'actionnaire majoritaire, détenant 42 % du club. L'augmentation du capital du club permet également à des actionnaires célèbres d'adhérer au projet du club de manière éparse et symbolique. Il s'agit de personnalités qui arrivent progressivement au club comme le présentateur Michel Denisot (arrivé bien après, en 2012), le chef cuisinier Marc Veyrat, le publicitaire Jacques Bungert (tous deux compagnons du club depuis son éclosion en National 3 ans plus tôt), les champions du monde 1998 Zinédine Zidane, Bixente Lizarazu et Alain Boghossian, des notables locaux tels l'avocat André Soulier, le PDG de Sword Jacques Mottard et l'entrepreneur et élu du village de Combloux François Picot, ainsi que des chefs d'entreprises d'envergure nationale comme Gilles Pélisson, Christophe Chenut, Sébastien Bazin, Xavier Romatet PDG de Condé Nast France ou Alain Bernard producteur, qui se sont engagés chacun à hauteur d'une dizaine de milliers d'euros, soit 1 ou 2 % des parts chacun, soit un total de 35 %. À l'intersaison 2009, la SASP change de nom pour devenir l'« Évian Thonon Gaillard Football Club ». Mais cela entraînera bientôt la colère de certains supporteurs, déjà dérangés par la presque reprise du club par Franck Riboud, qui voient en ces différents événements le rapprochement malsain du sport et du « business », prenant comme symbole le nouveau nom (ETGFC) et les nouvelles couleurs du club (le rose),.
‌

### Naissance et ascension rapide de l'Évian Thonon Gaillard Football Club (2009-2011)

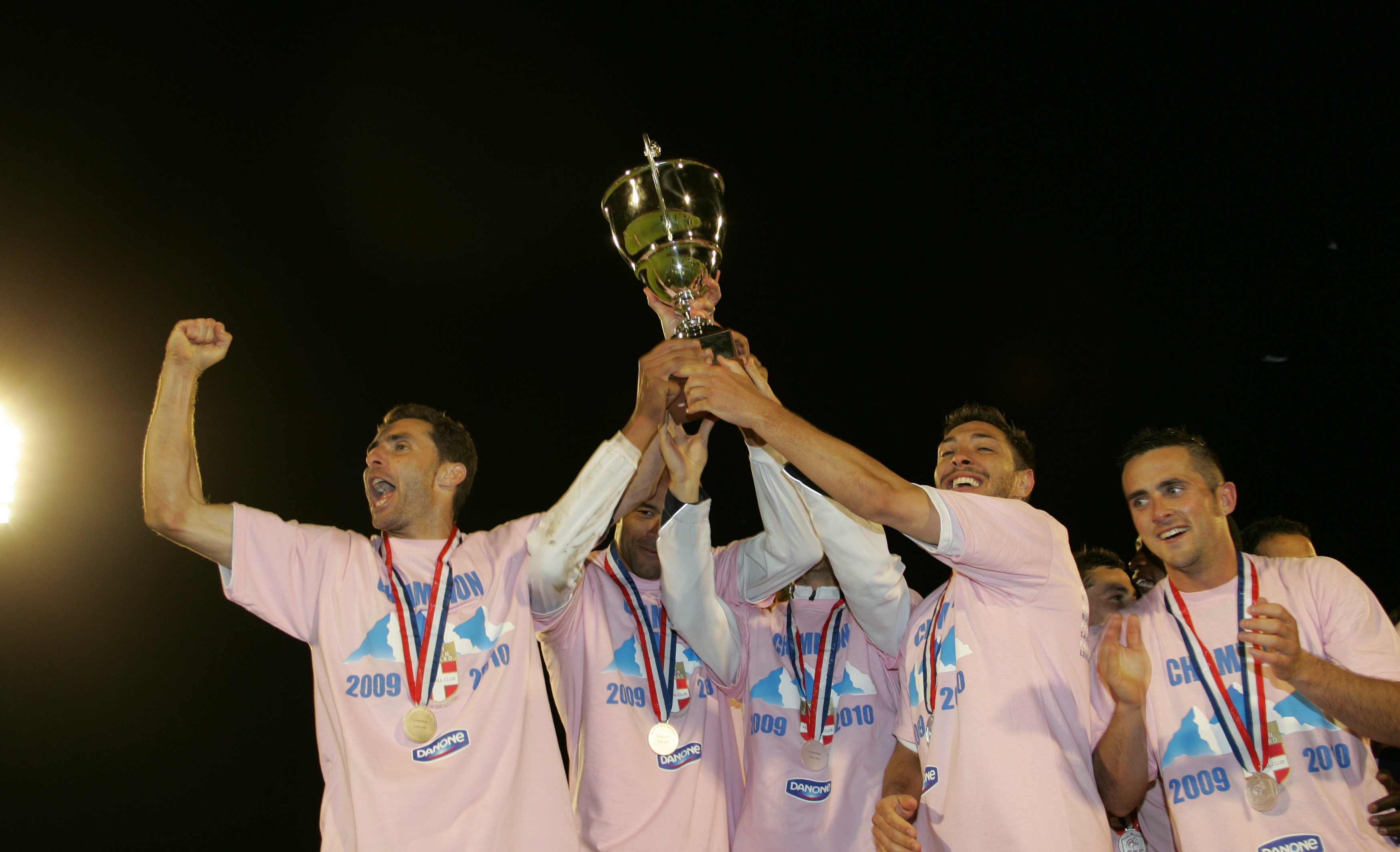
Trophée de champion de National 2010

Remis de ses problèmes financiers et sportifs d'avant la fusion, le tout jeune club se veut très ambitieux. Pascal Dupraz devient directeur sportif et Stéphane Paille arrive comme entraîneur. Un recrutement important est effectué avec notamment les arrivées du gardien de but Bertrand Laquait et du milieu de terrain Cédric Barbosa. L'équipe réalise un excellent début de saison mais à l'approche de l'hiver, quelques contre-performances notamment contre le Paris FC 3-1 entraînent le renvoi de l'entraîneur Stéphane Paille lorsque le club fait savoir, par son site officiel, que « la dégradation des résultats depuis huit matches et des divergences de points de vue ont notamment conduit à cette décision ». Ce renvoi est considéré comme injuste par l'intéressé qui se dit alors « abasourdi » et « écœuré », le club étant toujours deuxième au classement général. Bien que toujours soutenu par son adjoint de l'époque, Patrick Aussems, les accusations à son encontre sont renforcées par les dires de Christian Payan. En effet, l'agent des joueurs d'alors évoque notamment un certain harcèlement qu'aurait exercé l'ancien entraîneur sur quelques joueurs et particulièrement sur Amaury Borel, gardien de but,,,,.
Durant la période de réflexion quant au remplacement de Paille, Pascal Dupraz assure l'intérim, notamment en 16e de finale de la coupe de France au Parc des Princes face au Paris Saint-Germain (défaite 3-1). Le choix de Bernard Casoni est finalement fait par les dirigeants. Sous le commandement de l'entraîneur corse, l'équipe reprend sa marche en avant et réalise une seconde moitié de saison qui lui permet de décrocher la montée en Ligue 2 après une victoire 1-0 sur le Amiens SC. Le club remporte finalement le titre de champion du championnat de National avec 82 points, en ayant notamment la meilleure défense et la meilleure attaque du championnat. Il imite ainsi le CS Thonon, aujourd'hui intégré à l'ETGFC, qui avait évolué à ce niveau entre 1979 et 1987.

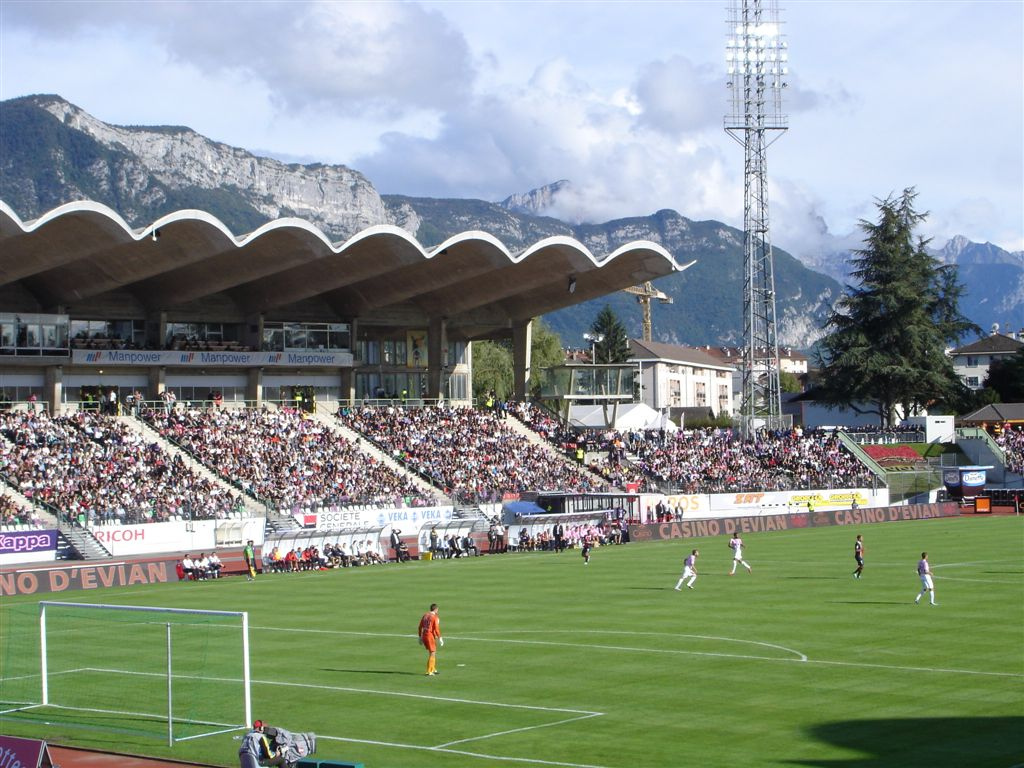
Pour la montée en Ligue 2, l'ETG s'installe au Parc des Sports d'Annecy.

La montée en Ligue 2 permet au club de se structurer. Le statut professionnel est adopté, le budget est en forte hausse (de 4,5 millions d'euros à 10 millions d'euros), Richard Dutruel devient directeur général délégué, l'idée de la construction d'un nouveau centre d'entraînement à Publier est émise. Le club quitte le Stade Joseph-Moynat de Thonon-les-Bains pour s'installer au Parc des Sports d'Annecy qui répond aux normes du monde professionnel, contrairement à la structure chablaisenne. L'équipe promue réalise une entame spectaculaire en s'installant à la première place du classement de la première à la sixième journée avec quatre victoires, une défaite et un nul. Cette bonne série se termine par une lourde défaite sur le terrain du Dijon FCO cinq buts à un, de plus l'eTG s'est déjà fait éliminer de la Coupe de la Ligue par l'En Avant de Guingamp. Malgré ce revers, l'équipe continue son beau parcours, même si une période de sept rencontres avec six matchs nuls en octobre-novembre l'éloigne quelque peu de la tête du classement (entre la cinquième et la quatrième places). Les Croix de Savoie vont renouer avec la victoire à l'occasion de la quinzième journée face au Mans, rentrant ainsi dans une nouvelle période de victoires de cinq matchs, parmi lesquels les septièmes et huitièmes tours de Coupe de France. L'équipe va ensuite buter sur ses deux collègues promus (Troyes et Reims) rencontrés coup sur coup avec respectivement un nul et une défaite.

### Quelques saisons au plus haut niveau (2011-2015)

#### Saison 2011-2012

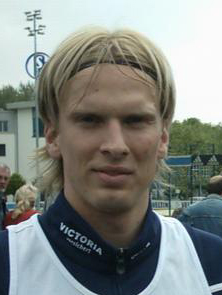
Christian Poulsen, international danois, acteur de la réussite de la première saison en Ligue 1 des Croix de Savoie

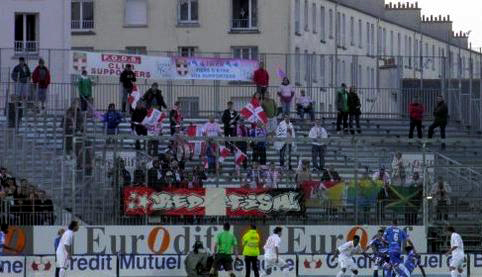
Les supporters présents pour le premier match de l'ETG en Ligue 1 au Stade Francis-Le Blé de Brest.

Après un mercato remarqué avec l'arrivée notamment de Jérôme Leroy, Christian Poulsen et Sidney Govou, la première saison de l'ETG dans l'élite est considérée par tous les observateurs et par le club lui-même comme une réussite. Certes, le début de saison est difficile avec un total de seulement 5 victoires pour une première moitié de saison marquée notamment par une série de 9 matchs sans aucune victoire. Mais certains signes restent prometteurs aux yeux des observateurs. Ainsi durant ces cinq premiers mois, le club sut réaliser une excellente série de matchs à domicile qui se termina en apogée avec une victoire écrasante face au futur champion de France, Montpellier HSC (4-2). De la même manière, au fur et à mesure des matchs, les ambitions du club au niveau de la construction du jeu (principalement dans les secteurs de la récupération du ballon et de l'attaque) sont remarquées et payantes pour le staff, preuves en sont les nuls obtenus contre le Paris Saint-Germain : 2-2 (après que l'ETG a mené 2-0) et Lille OSC : 1-1. Terminant à une honorable onzième place à la mi-saison, le club décide de remplacer l'entraîneur Bernard Casoni, déjà certain de partir en juin. La séparation se fait d'un commun accord, et s'explique par des désaccords entre les dirigeants et le Corse d'origine, deux fois de suite champion avec le club. Elle ne devient effective et officielle qu'au premier janvier, quand Pablo Correa, sans club depuis plus de 6 mois, prend la décision de s'engager dans le Chablais. Cette trêve hivernale est également marquée par l'arrivée de Thomas Kahlenberg, quatrième Danois à l'ÉTG qui, en cette deuxième partie de saison, allaient accroître la bonne impression qu'ils faisaient déjà auprès des supporters, du staff, des dirigeants et des médias, en jouant un grand rôle dans les secteurs de jeu privilégiés de l'équipe. Même si les débuts de l'Uruguayen aux commandes de l'effectif sont peu prolifiques (avec des victoires seulement en coupe de France face à des équipes de divisions inférieures), l'équipe se reprend vite et un match nul à Caen (2-2 avec égalisation de Govou à la 93e) signe le début d'une nouvelle ère. Selon les mots du staff, ce match fut déclencheur d'une dynamique positive que le match face à Saint-Étienne confirmera, tout comme la victoire sur un doublé de Kévin Bérigaud face à Nancy, ancien club emblématique du nouvel entraîneur Corréa. Le club obtient donc son maintien assez tôt, à l'issue de la 32e journée (victoire 0-3 face au Valenciennes FC). En cette fin de saison, le club est à une très bonne place au classement, dans le top 10, se démarquant par exemple des autres promus (AC Ajaccio et Dijon FCO) qui luttent encore pour ne pas descendre. Il aura également durant cette fin de saison bouleversé les courses au titre et à la Ligue Europa en faisant match nul contre Montpellier HSC (2-2) mais également en battant des clubs comme l'Olympique de Marseille (2-0) ou le Toulouse FC (2-1),.

#### Saison 2012-2013
| \| Laquait Wass Betão Cambon Dja Djédjé Rabiu Sorlin Ninković Khlifa Bérigaud Sagbo \| Composition d'Évian Thonon Gaillard FC en finale de la coupe de France 2013. |
| Laquait Wass Betão Cambon Dja Djédjé Rabiu Sorlin Ninković Khlifa Bérigaud Sagbo                                                                                    |

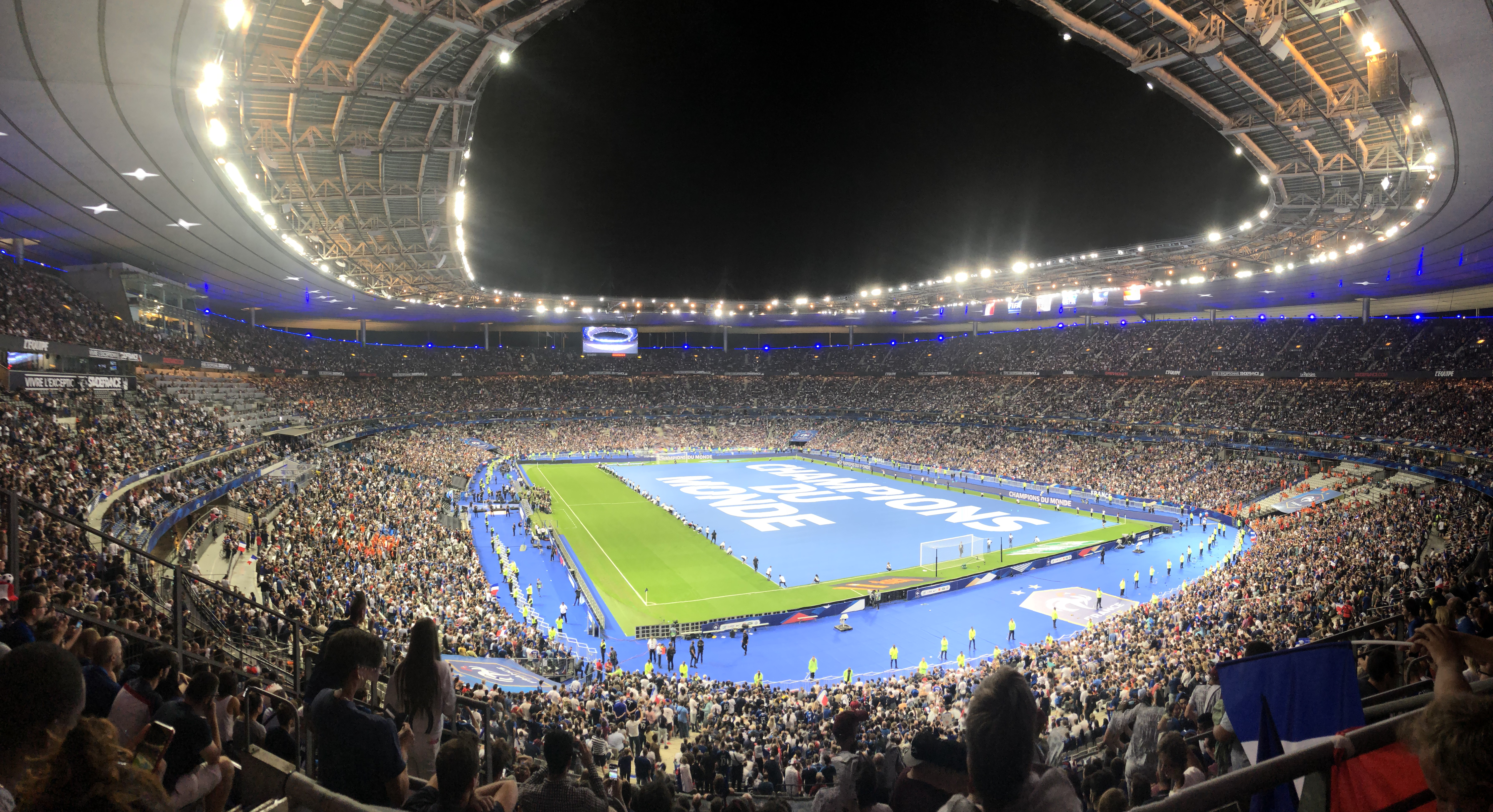
Le Stade de France à Saint-Denis où Évian Thonon Gaillard FC affronte les Girondins de Bordeaux en finale de la coupe de France 2013.

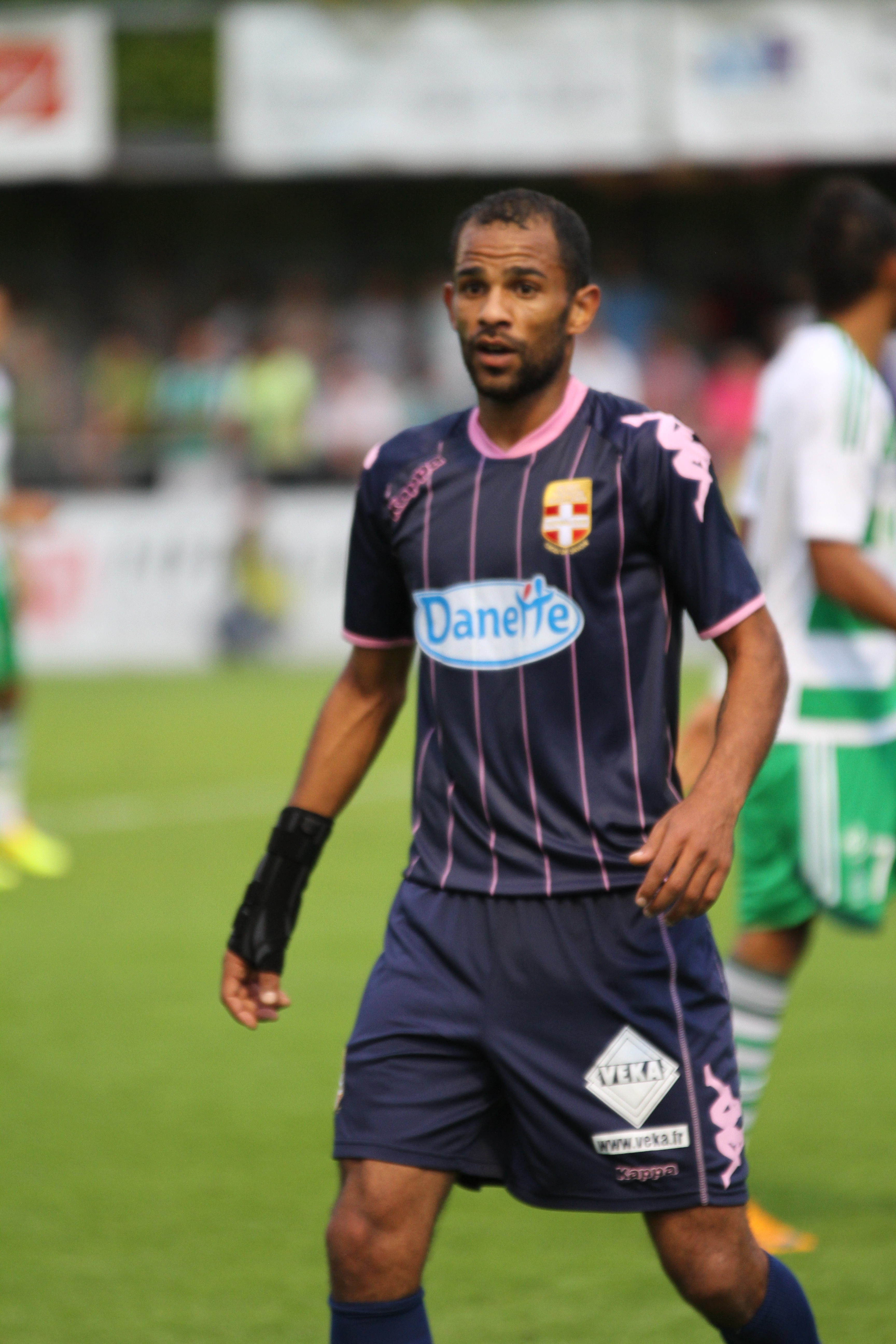
Le Tunisien Saber Khalifa, joueur emblématique et meilleur buteur de la saison 2012-2013.

A contrario de leur première année au sein de l'élite du football français, la saison 2012-2013 est beaucoup plus difficile pour les Haut-Savoyards. En effet, l'équipe réalise un début de saison très terne en termes de résultats, malgré une qualité et des principes de jeu jugés intéressants par la presse et en continuité avec l'exercice 2011-2012. À la suite d'une série de trois défaites et un nul, soit quatre matchs sans victoires, s'ajoutant à une campagne de matchs amicaux désastreuse de six matchs sans victoires pour cinq défaites et un nul, l'entraîneur franco-uruguayen Pablo Correa (entraîneur à l'origine, avec Bernard Casoni qu'il a remplacé au premier janvier, du premier maintien de l'ETG en Ligue 1) est limogé. Il est remplacé par l'entraîneur historique du club, Pascal Dupraz, alors directeur sportif depuis 2009. L'équipe remporte son premier match le 15 septembre face au SC Bastia, à domicile et sur le score de trois buts à zéro. Cependant, l'équipe aura par la suite un parcours en dents de scie. L'ETG connaît en effet une série de trois matchs sans victoire à laquelle mettra fin l'attaquant tunisien Saber Khalifa en marquant un triplé sur la pelouse du champion de France en titre Montpellier HSC le 6 octobre (victoire 3-2). Puis s'ensuit une nouvelle série de trois défaites dont deux à domicile et notamment une lourde déconvenue, quatre à zéro face au Toulouse FC. En réaction à cette mauvaise période, Dupraz, effectue quelques changements tactiques notamment dans les compositions d'équipe (à l'image du retour de Bertrand Laquait dans les cages au détriment de Stephan Andersen). C'est ainsi que, durant ce mois de novembre-début décembre, l'équipe enchaîne les bonnes performances, et notamment face à des concurrents au maintien (tels que le Stade de Reims, l'AS Nancy-Lorraine, ou l'ES Troyes AC) avec cinq matchs sans défaites (deux nuls, trois victoires), si l'on excepte une lourde défaite quatre zéro au Parc des Princes face au futur champion de France Paris Saint-Germain. L'équipe termine cependant le mois de décembre en roue libre avec deux défaites à l’extérieure consécutives. À la mi-saison, le club pointe à la 17e place, à 3 points du premier relégable, le FC Sochaux-Montbéliard.

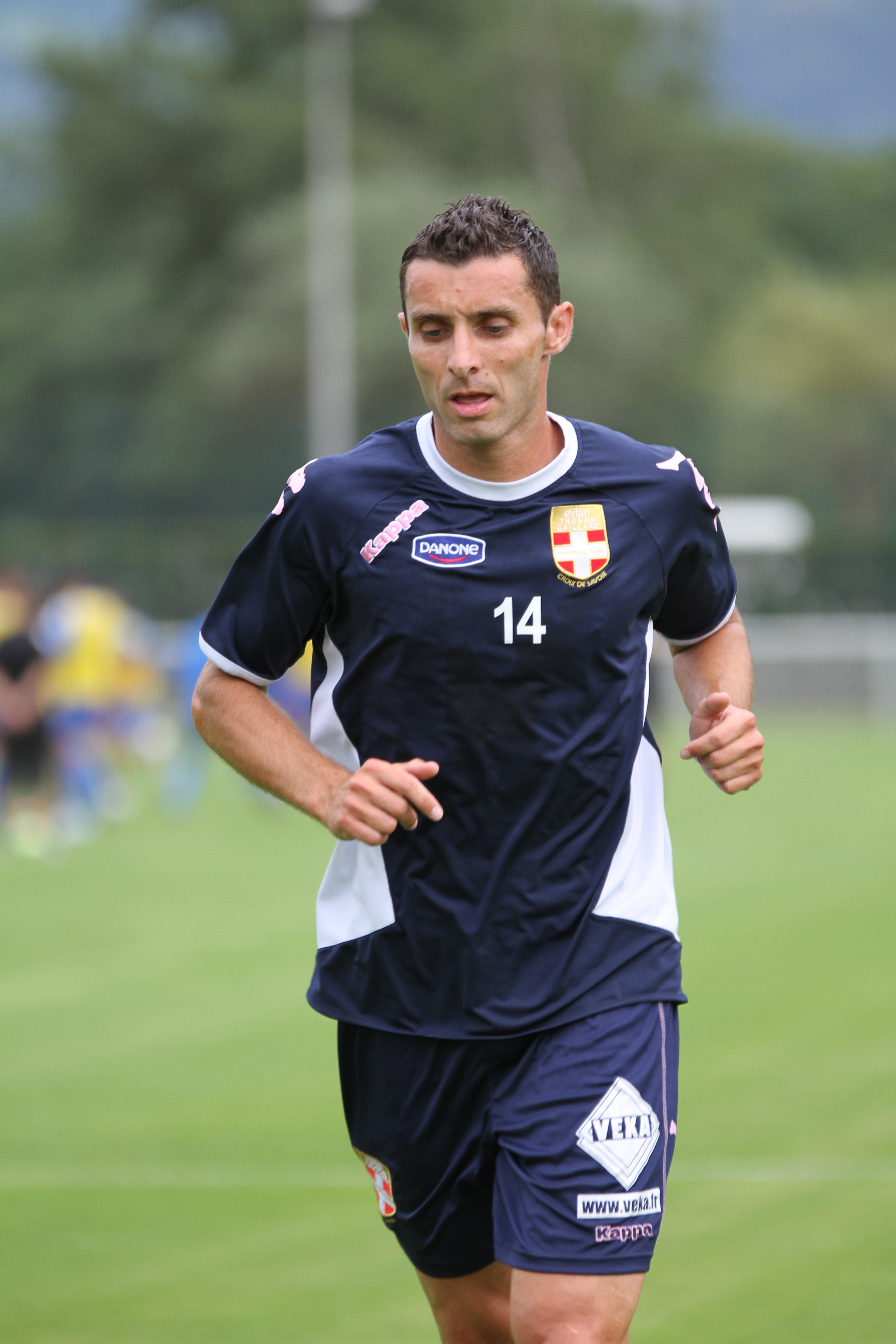
Cédric Barbosa cadre du club, depuis 2009, qui, à 37 ans, fait encore une bonne saison avec l'eTG.

La deuxième partie de saison commence mal avec une série de huit matchs sans victoire (dont cinq matchs nuls), mais l'équipe peut se raccrocher à son bon parcours en Coupe de France, compétition durant laquelle elle remporte l'ensemble de ces trois matchs (face à des équipes de niveau inférieur). Le 9 mars, l'ETG reçoit le FC Sochaux, un concurrent direct au maintien. Mettant fin à cette série désastreuse, l'équipe s'impose largement sur le score de cinq à un. La situation ne s'arrange pas tout de suite, malgré des victoires face au Lille OSC, et un nul face au Stade de Reims, l'équipe butte face à l'AS Saint-Étienne. En Coupe de France, elle hérite d'un mauvais tirage, et joue son quart de finale face au futur champion de France Paris Saint-Germain. À l'issue d'une prestation médiocre des internationaux parisiens, dont l'équipe a su profiter, elle égalise un but partout après avoir été menée, puis conserve ce score jusqu'à la fin des prolongations. La séance de tirs au but est également manquée totalement par le PSG, qui bute soit sur la barre transversale soit sur Bertrand Laquait, ce qui permet à l'ETG de créer la surprise en se qualifiant pour les demi-finales. À l'extérieur, l'ETG va perdre deux matchs face à deux concurrents directs (Nancy et Troyes), et s'incline à domicile face au PSG, dix jours après les avoir battus en Coupe. Mais c'est quand même à domicile que l'équipe va finalement briller, enchaînant les excellentes performances. Les Croix de Savoie vont battre largement le FC Lorient (4-0) en demi-finale, puis vont s'imposer sur le même score face à l'OGC Nice, grâce notamment à un but de Saber Khalifa qui sera nommé but de l'année aux Trophées UNFP du football 2013 car tiré à 64 mètres des buts adverses. L'équipe arrive à se maintenir à l'avant-dernière journée (et dernière rencontre à domicile de la saison) face à Valenciennes et termine à la 16e place. Le 31 mai 2013, l'ETG perd lors de sa première finale de Coupe de France contre les Girondins de Bordeaux (2-3).

#### Saison 2013-2014

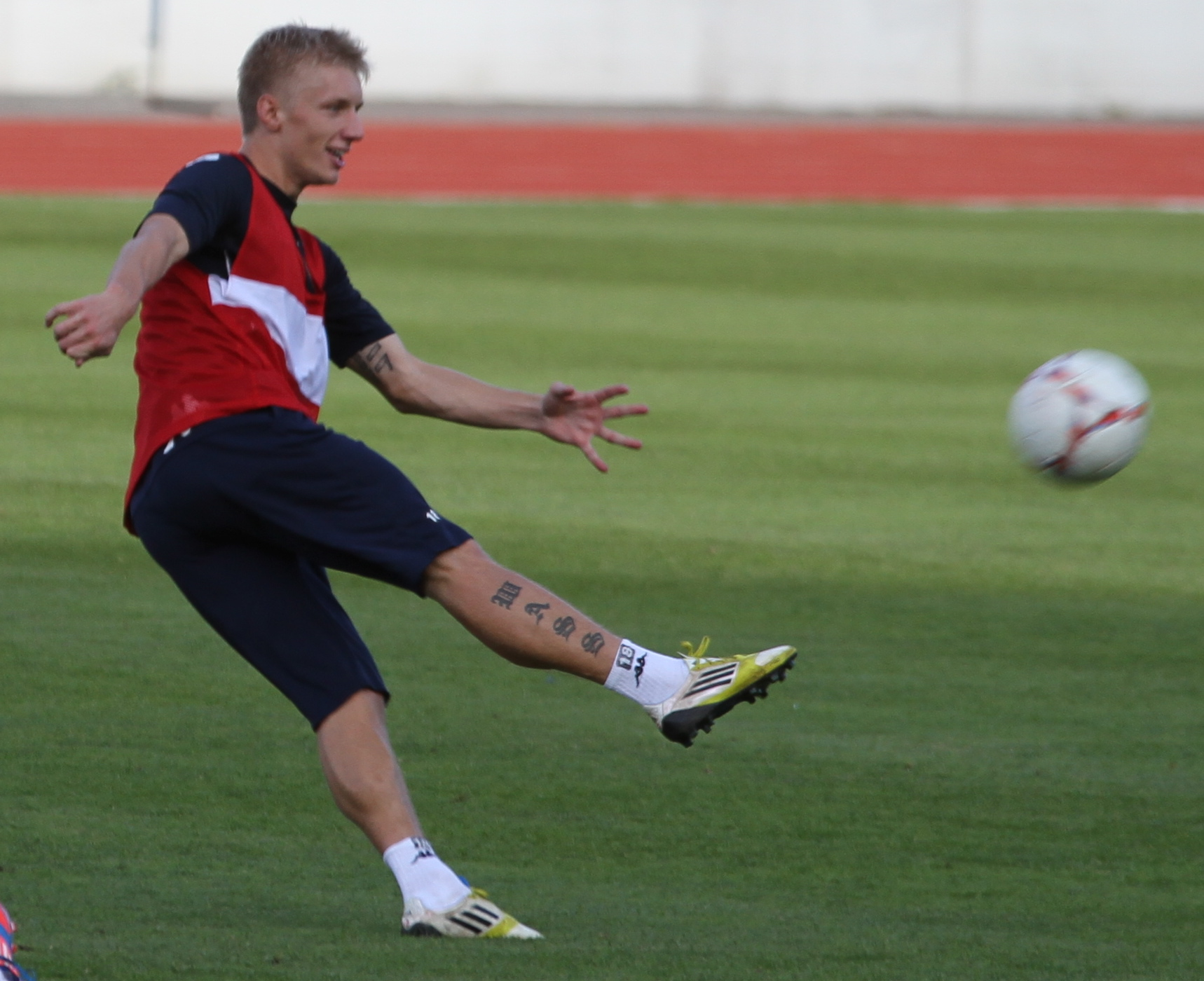
Daniel Wass, international danois, symbole de la saison 2013-2014

Au mercato, l'ETG déplore des départs importants de sa saison passée, en attaque avec Saber Khalifa, qui part pour l'Olympique de Marseille et Yannick Sagbo qui va jouer en Premier League à Hull City, ou encore le milieu serbe Miloš Ninković qui rejoint l'Étoile rouge de Belgrade. En défense, l'international ghanéen Mohammed Rabiu part en Russie au FC Kouban Krasnodar, tout comme le brésilien Betao qui retourne dans son pays natal, ou encore le gardien Stephan Andersen qui va jouer en Liga avec le Betis Séville. Au niveau des arrivées, le club mise sur la jeunesse avec l'attaquant du Nîmes Olympique Nicolas Benezet, étoile d'or France Football de Ligue 2, les signatures de premiers contrats professionnels pour notamment Najib Baouia et Clarck N'Sikulu. Tout comme les années précédentes, les dirigeants se sont également tournés vers des championnats un peu exotiques, comme la Roumanie avec Dan Nistor du CS Pandurii Târgu Jiu (vice-champion en 2013), ou le Danemark, avec le gardien Jesper Hansen du FC Nordsjælland (qui joue alors la Ligue des champions). Le Club a établi des partenariats avec le Dynamo Kiev avec les arrivées, sous la forme de prêts, de deux attaquant argentins Marco Ruben et Facundo Bertoglio. En ce qui concerne les prêts, l'ETG se renforce avec l'arrivée de l'international sénégalais Modou Sougou de l'Olympique de Marseille (en contrepartie du transfert de Khalifa), et de deux jeunes joueurs formés au Paris Saint-Germain qui viennent compléter l'effectif, tout d'abord l'international néerlandais Ilan Boccara, prêté par l'Ajax Amsterdam, et surtout le latéral Youssouf Sabaly prêté par le PSG. Le début de saison 2013-2014 d'Évian Thonon Gaillard est très intéressant, même si les Haut-savoyards ont dû attendre la quatrième journée pour gagner (passant par la vingtième place à l'issue de la troisième journée avec un seul point au compteur, pris à domicile face au FC Sochaux, et deux défaites face à l'OM et au Stade rennais), avec des victoires face à l'Olympique lyonnais (à domicile) ou à l'AC Ajaccio (en Corse). L'attaquant Kévin Bérigaud est alors en grande forme puisqu'il a déjà marqué 6 buts après 8 journées, et l'équipe remonte à la onzième place. Cependant, les Croix enchaîneront par la suite une série de cinq match sans victoire : matchs nuls à domicile face au Montpellier HSC et aux Girondins de Bordeaux ; défaite (2-1) à domicile face à l'EA Guingamp (après avoir mené 1-0) et deux lourdes défaites consécutives sur le même score de 3-0 à l'extérieur contre le Lille OSC puis contre le FC Nantes. L'eTG est alors seizième et ne compte que deux points d'avance sur le premier relégable. La réaction savoyarde se fait sentir le 26 octobre face à Valenciennes FC en gagnant à l'extérieur conte un concurrent au maintien (VA est alors la lanterne rouge du championnat). Cette victoire ouvrira une série de quatre match sans défaite, avec le 30 octobre une victoire en Coupe de la Ligue contre Guingamp (qui les avait battu en championnat quelques semaines plus tôt). À domicile, deuxième victoire de la saison face au Toulouse FC après avoir été mené (1-0), égalisation de Daniel Wass, joueur en forme de ce début de saison, et pénalty transformé par le défenseur Cédric Mongongu dans le temps additionnel. Sur la pelouse du deuxième du championnat, l'AS Monaco de Claudio Ranieri et Radamel Falcao, l'équipe fait match nul (1-1), à nouveau grâce au milieu danois Daniel Wass, après s'être créé de nombreuses occasions non cadrées. Les Croix de Savoie gagnent ensuite (1-0) un match amical face aux voisins chambériens du SO Chambéry Foot (CFA) pendant la mini-trêve internationale. L'équipe est quatorzième avec sept points d'avance sur la zone de relégation, à l'issue de la treizième journée. Cependant, l'eTG ne répond pas aux espoirs nourris par son public à la suite de cette série de bonnes performances. Une très lourde déconvenue à domicile 4-0 face au FC Lorient précède à une autre défaite sur le terrain du SC Bastia la semaine suivante. C'est à ce moment-là que l'équipe reçoit le Paris Saint-Germain, champion en titre et premier du championnat. De manière totalement inattendue, les Croix remporteront le match deux buts à zéro, dont un but du jeune Clarck N'Sikulu, et de Modou Sougou. Par la suite, l'eTG va connaître, de part et d'autre de la trêve hivernale, une catastrophique série de 11 matchs sans aucune victoire en championnat (dont 6 défaites) qui commence par un match nul (1-1) concédé dans les arrêts de jeu au Stade de Reims alors que les Savoyards menaient (1-0). La seule éclaircie est la qualification pour les quarts de finale de la coupe de la Ligue (meilleure performance du club dans cette compétition) grâce à une victoire (2-1) sur le SC Bastia en décembre, doublé de Wass, un des seuls joueurs à apporter un tant soit peu de constance, mais là aussi les espoirs sont déçus avec une élimination en quart, alors que l'eTG avait hérité d'un tirage facile, défaite à l'extérieur 3-1 contre l'ES Troyes AC. Lors de cette période noire, peu de joueurs se mettent en avant, Bérigaud a par exemple du mal à revenir de blessure et est moins décisifs qu'en début de saison, en attaque peu de buts (deux réalisations de Sougou, et le premier et seul but de la saison de l'attaquant argentin Marco Ruben), l'équipe stagne à la 17e place (sans toutefois être relégable), a contrario, outre Wass, les performances du jeune latéral Sabaly seront soulignées. L'ETG va relever la tête et renouer avec la victoire à domicile en battant le FC Nantes sur le score de deux buts à zéro (bus d'un des cadres du club Cédric Barbosa depuis 2009 et de Daniel Wass, à nouveau décisif). Le renoveau du club semble passer par le réveil de ses cadres, puisque c'est Cédric Cambon, au club depuis 2008, qui offre la victoire aux savoyards la semaine suivante face à Guingamp. Et c'est à nouveau au moment de confirmer, la semaine suivante, en recevant un concurrent direct au maintien, Valenciennes que le club va manquer le coche en s'inclinant un but zéro. Les Croix de Savoie ne s'avouent pas vaincus pour autant et enchainent par la suite une bonne série de quatre matchs sans défaite, dont deux victoires, avec encore et toujours Wass en tête de proues (deux buts en quatre matchs pour le latéral), aidé par les jeunes attaquants club qui semblent enfin s'adapter au haut niveau (buts de Benezet contre Bastia, victoire 2-1, et N'Sikulu face à Toulouse, match nul un partout). Cette bonne période sera conclue par un déplacement au Parc des Princes face au PSG, où l'ETG va rompre dans les dernières minutes d'un match au cours duquel elle aura bien résisté à des Parisiens déjà presque assurés d'être champions. Trois jours plus tard, l'ETG reçoit une autre gros du championnat, l'AS Saint-Étienne, et malgré un but de Wass, l'équipe s'incline sur le score de deux buts à un. Ultime chance d'assurer son maintien avant la dernière journée, les Croix se déplacent à Reims la semaine suivante. Une victoire leur assurerait de disputer une quatrième saison en Ligue 1. L'équipe va souffrir tout le match et encaisser un but à la 30e minute, mais va tout de même, grâce à Wass, réussir à se procurer un pénalty qui permettrait d'égaliser et de mettre le poursuivant sochalien à plus grande distance que les quatre points qui séparent les deux formations au classement. Mongongu, le tireur, rate l'occasion, les Croix perdent et Sochaux revient à un point. L'erreur est donc impossible pour les deux derniers matchs. Face à l'OGC Nice, sauvé quoi qu'il arrive, l'équipe va s'imposer à domicile 2 buts à 0 (buts de Benezet et Bérigaud). Sochaux ayant dans le même temps gagné à Rennes (2-1), les Francs-Comtois possèdent toujours une longueur de retard sur l'ETG avant la « finale » pour le maintien qui mettra aux prises les deux équipes ; l'ETG ayant besoin d'un nul pour se maintenir, Sochaux, qui aura l'avantage d'évoluer à domicile, d'une victoire. Finalement, le club se maintiendra au terme d'une saison difficile à la dernière journée, par le truchement d'une victoire convaincante (0-3, comme le symbole de la saison, doublé de Wass) contre Sochaux. Même si la saison a été compliquée, Evian termine le championnat à la 14e place avec 44 points devant de gros calibres comme Nice (européen la saison précédente) ou Montpellier (champion 2012).

### Chute du club et dépôt de bilan (2014-2016)
À compter de la saison 2014-2015, à la suite de la scission entre les actionnaires majoritaires du club (Esfandiar Bakhtiar et Richard Tumbach) et le président Patrick Trotignon (soutenu par Franck Riboud et une partie minoritaire de l'actionnariat) qui mena ce dernier à la démission en janvier 2014 notamment en raison du refus de la part des majoritaires d'ouvrir le capital à un groupement d'entrepreneurs locaux, le groupe Danone ne sponsorise plus la section professionnelle du club (restant lié avec le centre de formation jusqu'en 2017) et n'est plus lié de quelques manières que ce soit avec les décisions relatives à cette dernière. Le nouveau sponsor principal est la compagnie de croisière MSC Croisières. De plus, le club, devenu stable, affiche de nouveaux objectifs concernant la Ligue 1, et les deux coupes nationales. Le club commence son mercato estival en vendant son attaquant Kévin Bérigaud au club de Montpellier. Plusieurs joueurs sont en fin de prêts : Marco Ruben et Facundo Bertoglio retournent au Dynamo Kiev, Modou Sougou retrouve l'OM, ainsi que Ilan Boccara l'Ajax d'Amsterdam. D'autres joueurs en fin de contrat quittent le club comme Tulio de Melo, Fabrice Ehret qui retrouve l'AS Nancy-Lorraine, Eric Tié Bi rejoint le club grec de PAE Asteras Tripolis ainsi que Ali M'Madi le Gazelec. Maxime Blanc part pour à l'AC Arles-Avignon, Diaranké Fofana pour Cluj, et Hugo Konongo pour Clermont Foot. Dan Nistor de retour de prêt, repart finalement au club de Pandurii où il a été prêté la saison précédente. L'ETG compense ces départs en agrandissant le cercle des joueurs danois du club qui lui a tant réussi jusqu'ici avec l'arrivée de deux internationaux qui sont Jesper Juelsgaard (en provenance du Fc Midtjylland) et Nicki Bille Nielsen (de Rosenborg), qui est le cousin de Daniel Wass. Le milieu offensif international tunisien Fabien Camus arrive en prêt du club belge de Genk. Le club obtient également le renouvellement pour une nouvelle saison du prêt du PSG de Youssouf Sabaly, qui a réalisé une excellente saison 2013/2014 sous les couleurs hautes-savoyardes. L'ETG mise également sur la jeunesse et la durée en recrutant le gardien tourangeau Benjamin Leroy, et l'attaquant belge de Lille, Gianni Bruno. Les dirigeants haut-savoyards comptent également sur les jeunes Adrien Thomasson de retour de prêt de Vannes et l'intégration dans le groupe professionnel de Zakariya Abarouai. Le 22 août, le club enregistre la signature de l'international costaricien Yeltsin Tejeda, auteur d'une excellente coupe du monde avec son pays, l'une des surprises de la compétition. L'ETG entame de manière catastrophique la saison 2014/2015 en s'inclinant 3-0 à domicile face au promu, le SM Caen, puis s'incline en Bretagne 6-2 face au Stade Rennais. Les haut-savoyards rectifient néanmoins le tir à la troisième journée en empochant le premier point de la saison face au PSG (0-0) et surtout en empochant trois victoires consécutives (contre Lens 2-1, à Lorient 2-0 et contre Metz 3-0) les faisant sortir de la zone de relégation au soir de la neuvième journée. Après une série de bons résultats, l'ETG finit la première partie de championnat à la dix-huitième place. Le club est finalement relégué en Ligue 2 à la suite de sa défaite à domicile contre Saint-Étienne (2 buts à 1) en avant-dernière journée de championnat.
Le manager et entraîneur Pascal Dupraz est limogé à la fin de la saison après plus de 2 ans parmi l’élite avec le club. Officiellement lui et son fils Julian sont licenciés pour faute grave. La direction les accuse d’avoir imité la signature de l’ancien président Joël Lopez sur certains documents. Il sera remplacé en juillet par Safet Sušić, ancien sélectionneur de la Bosnie-Herzégovine. À la suite de sa descente en Ligue 2, le club subit de nombreux départs de joueurs comme : Daniel Wass vendu 2.7 millions d’euros au Celta Vigo à un an du terme de son contrat, Adrien Thomasson, formé au club vendu 800 000 € au FC Nantes, Gilles Sunu resté une saison et parti au SCO Angers, Nicolas Benezet parti pour l’EA Guingamp pour 1.2 million d’euros, Jesper Hansen gardien parti pour le SC Bastia, Modou Sougou en retour de prêt à l’Olympique de Marseille ou encore Youssouf Sabaly en retour de prêt au Paris Saint-Germain. Au total ce ne sont pas moins de 20 joueurs qui partent du club dont 6 retours de prêts, 1 résiliation, 6 transferts, et 7 fins de contrats. Le club doit alors vite faire son recrutement avant même l’arrivée du nouvel entraîneur pour pallier les nombreux départs. Ainsi on compte les arrivées de 17 joueurs.
Le 11 janvier 2016, l'entraîneur Safet Sušić est limogé à la suite d'une série de six matchs sans victoire. Il est remplacé par son adjoint Romain Revelli.
À une journée de la fin du championnat de Ligue 2, l'ETG est 18e et premier relégable, avec 3 points de retard sur Sochaux. Comme il y a deux saisons en Ligue 1, les deux équipes sont à nouveau à la lutte pour le maintien, mais cette fois-ci à distance et ce sont les Haut-Savoyards qui sont en ballottage défavorable. En effet, l'ETG doit impérativement battre à domicile Nîmes et compter dans le même temps sur un revers des Francs-Comtois sur leur pelouse contre Clermont. N'ayant pas leurs destins entre leurs mains, les hommes de Romain Revelli sont menés d'entrée de jeu à la suite d'une réalisation nîmoise de Renaud Ripart dès la 2e minute de jeu, mais se reprennent et terrassent leur adversaire d'un soir réduit à 10 (4-1). Cette victoire est cependant insuffisante pour se maintenir, Sochaux ayant dans le même temps battu Clermont (2-0) et de facto pris sa revanche par rapport à la finale pour le maintien perdue deux ans plus tôt. Après une saison en Ligue 2, le club haut-savoyard enchaîne une seconde relégation consécutive et se retrouve en troisième division. L'ETG quitte le monde professionnel après six ans au haut niveau, à la suite d'une saison compliquée.
Cependant, l'ETG ne pourra pas jouer en National lors de la saison 2016-2017 car la DNCG, qui gère les budgets, le refuse. Le club est rétrogradé en championnat de France amateur (4e division). Le 9 août, il est annoncé que le club renonce à inscrire ses équipes première et réserve dans les championnats nationaux.
Le 2 août 2016, le club est placé en redressement judiciaire. À la suite de la liquidation judiciaire, 45 personnes sont licenciées.
Au début de la saison, les équipes seniors ainsi que la réserve ne prennent part à aucun championnat, les seules équipes inscrites étant l'équipe féminine ainsi que les équipes jeunes (U15 Élite, U17 et U19 Nationaux).
Le 6 décembre 2016 est prononcée la liquidation judiciaire du club sans poursuite d'activité, entraînant le licenciement de ses huit derniers salariés. Les droits sportifs du club sont transférés trois jours plus tard à la nouvelle association Thonon Évian Savoie Football Club, permettant aux équipes du club défunt de terminer la saison.

### Thonon Évian Football Club: nouveau départ (depuis 2017)
En 2017, rebaptisé Thonon Évian Savoie, le club engage son équipe sénior dans le championnat de Régional 2 soit le deuxième échelon de la Ligue Auvergne-Rhône-Alpes de football et le septième échelon national. Le 31 juillet, Régis Beunardeau est nommé entraîneur de l'équipe sénior. En 2018, l'ancien joueur professionnel Bryan Bergougnoux lui succède, en tant qu'entraîneur-joueur, puis Éric Guichard en 2019.
En septembre 2017, Patrick Trotignon fait son retour à Évian en souhaitant faire renaître un club de football ambitieux dans la région. Il convainc alors l'homme d'affaires Ravy Truchot, propriétaire du FC Miami City et de la Paris Saint-Germain Academy de Floride, de financer une académie de football installée sur les lieux de l'ancien centre d'entraînement de l'ETG,. L'académie, nommée International Center of European Football, ouvre en septembre 2018 et s'adresse en particulier à des jeunes footballeurs américains.
Truchot et Trotignon s'impliquent tout aussi directement dans le club. En juin 2018, Truchot aide à financer son budget à hauteur de 350 000 euros et Trotignon devient vice-président,. Sous leur impulsion, le club fusionne en juin 2018 avec l'Union sportive Évian-Lugrin, club des deux villes voisines de Thonon, pour donner naissance à une nouvelle entité « Thonon Évian Football Club ». En juin 2019, cette entité fusionne avec le club féminin Croix de Savoie Football Academy Ambilly dont l'équipe première joue en deuxième division nationale pour devenir « Thonon Évian Grand Genève Football Club ». Le club d'Ambilly devient donc la section féminine du nouveau club. En 2019, le club évolue en Régional 1 et atteint le 7eme tour de la Coupe de France.En 2020, le club termine premier de son groupe et monte en National 3.
Après un interim assuré par Bryan Bergougnoux, c'est Helder Esteves qui prend la tête de l'équipe comme entraineur en octobre 2020.

## Bilan sportif

### Bilan saison par saison
| Saison                                  | Championnat                  | Championnat                  | Championnat                  | Championnat                  | Championnat                  | Championnat                  | Championnat                  | Championnat                  | Championnat                  | Championnat                  | Championnat                  | Championnat                  | Coupe de France              | Coupe de la Ligue            |
| Saison                                  | Division                     | Niv.                         | Classement                   | P/R                          | Pts                          | J                            | V                            | N                            | D                            | Bp                           | Bc                           | Diff                         | Coupe de France              | Coupe de la Ligue            |
| Olympique Croix de Savoie 74            | Olympique Croix de Savoie 74 | Olympique Croix de Savoie 74 | Olympique Croix de Savoie 74 | Olympique Croix de Savoie 74 | Olympique Croix de Savoie 74 | Olympique Croix de Savoie 74 | Olympique Croix de Savoie 74 | Olympique Croix de Savoie 74 | Olympique Croix de Savoie 74 | Olympique Croix de Savoie 74 | Olympique Croix de Savoie 74 | Olympique Croix de Savoie 74 | Olympique Croix de Savoie 74 | Olympique Croix de Savoie 74 |
| --------------------------------------- | ---------------------------- | ---------------------------- | ---------------------------- | ---------------------------- | ---------------------------- | ---------------------------- | ---------------------------- | ---------------------------- | ---------------------------- | ---------------------------- | ---------------------------- | ---------------------------- | ---------------------------- | ---------------------------- |
| 2007-2008                               | CFA gr. B                    | 4                            | Champion                     | en augmentation              | 108                          | 34                           | 22                           | 8                            | 4                            | 52                           | 17                           | +35                          | 16e de finale                | -                            |
| 2008-2009                               | National                     | 3                            | 5e                           | -                            | 57                           | 38                           | 16                           | 9                            | 13                           | 51                           | 43                           | +8                           | 32es de finale               | -                            |
| Évian Thonon Gaillard Football Club     |                              |                              |                              |                              |                              |                              |                              |                              |                              |                              |                              |                              |                              |                              |
| 2009-2010                               | National                     | 3                            | Champion                     | en augmentation              | 82                           | 38                           | 25                           | 7                            | 6                            | 61                           | 29                           | +33                          | 16e de finale                | -                            |
| 2010-2011                               | Ligue 2                      | 2                            | Champion                     | en augmentation              | 67                           | 38                           | 18                           | 13                           | 7                            | 63                           | 41                           | +22                          | 16e de finale                | 2e tour                      |
| 2011-2012                               | Ligue 1                      | 1                            | 9e                           | -                            | 50                           | 38                           | 13                           | 11                           | 14                           | 54                           | 55                           | -1                           | 8e de finale                 | 16e de finale                |
| 2012-2013                               | Ligue 1                      | 1                            | 16e                          | -                            | 40                           | 38                           | 10                           | 10                           | 18                           | 46                           | 53                           | -7                           | Finale                       | 16e de finale                |
| 2013-2014                               | Ligue 1                      | 1                            | 14e                          | -                            | 44                           | 38                           | 11                           | 11                           | 16                           | 39                           | 51                           | -12                          | 32e de finale                | Quart de finale              |
| 2014-2015                               | Ligue 1                      | 1                            | 18e                          | en diminution                | 37                           | 38                           | 11                           | 4                            | 23                           | 41                           | 62                           | -21                          | 16e de finale                | 16e de finale                |
| 2015-2016                               | Ligue 2                      | 2                            | 18e                          | en diminution                | 39                           | 38                           | 9                            | 12                           | 17                           | 41                           | 41                           | 0                            | 16e de finale                | 16e de finale                |
| 2016-2017                               |                              |                              |                              | en diminution                |                              |                              |                              |                              |                              |                              |                              |                              |                              |                              |
| Thonon Évian Grand Genève Football Club |                              |                              |                              |                              |                              |                              |                              |                              |                              |                              |                              |                              |                              |                              |
| 2017-2018                               | Régional 2                   | 7                            | 11e                          |                              | 20                           | 24                           | 5                            | 5                            | 14                           | 23                           | 43                           | -20                          | 3e tour                      |                              |
| 2018-2019                               | Régional 2                   | 7                            | 1er                          | en augmentation              | 43                           | 22                           | 12                           | 7                            | 3                            | 44                           | 22                           | 22                           | 5e tour                      |                              |
| 2019-2020                               | Régional 1                   | 6                            | 1er                          | en augmentation              | 34                           | 16                           | 10                           | 4                            | 2                            | 35                           | 9                            | 26                           | 7e tour                      |                              |
| 2020-2021                               | National 3                   | 5                            | 6e                           |                              | 8                            | 5                            | 2                            | 2                            | 1                            | 10                           | 6                            | +4                           | 7e tour                      |                              |
| 2021-2022                               | National 3                   | 5                            | 1er                          | en augmentation              | 57                           | 26                           | 17                           | 6                            | 3                            | 59                           | 25                           | +34                          | 4e tour                      |                              |
| 2022-2023                               | National 2                   | 4                            | 5e                           |                              | 51                           | 30                           | 15                           | 6                            | 9                            | 41                           | 28                           | +13                          | 6e tour                      |                              |
| 2023-2024                               | National 2                   | 4                            |                              |                              |                              |                              |                              |                              |                              |                              |                              |                              |                              |                              |
| = Promu = Relégué                       |                              |                              |                              |                              |                              |                              |                              |                              |                              |                              |                              |                              |                              |                              |

### Palmarès
| Compétitions nationales |
| --- |
| Championnats - Championnat de France - Meilleur classement : 9e en 2012 - Championnat de France D2 (1) - Champion : 2011 - Championnat de France D3 (1) - Champion : 2010 - Championnat de France D4 (1) - Champion : 2008 - National 3 (D5) (1) - Champion : 2022 Coupes - Coupe de France - Finaliste : 2013 - Coupe de la Ligue - Meilleure performance : quart-de-finaliste en 2014 |

### Distinctions
| Distinction |
| - Trophée UNFP - Meilleur entraîneur de Ligue 2 : 2011 (Bernard Casoni) - Milieu de terrain de l'équipe type (Ligue 2) : 2011 (Olivier Sorlin) - Plus beau but de la saison : 2013 (Saber Khalifa : 4e but du match Evian Thonon Gaillard FC-OGC Nice, 36e journée) |

## Personnalités du club

### Joueurs emblématiques
| Nom              | Matchs | Carrière au club |
| ---------------- | ------ | ---------------- |
| Cédric Barbosa   | 222    | 2009 - 2016      |
| Olivier Sorlin   | 222    | 2011 - 2016      |
| Kévin Bérigaud   | 205    | 2007 - 2014      |
| Cédric Cambon    | 199    | 2008 - 2015      |
| Aldo Angoula     | 186    | 2009 - 2016      |
| Daniel Wass      | 147    | 2011 - 2015      |
| Mathieu Lafon    | 135    | 2007 - 2011      |
| Pierre Bouby     | 134    | 2007 - 2011      |
| Bertrand Laquait | 130    | 2009 - 2014      |
| Yannick Sagbo    | 110    | 2010 - 2013      |

| Nom              | Buts | Carrière au club |
| ---------------- | ---- | ---------------- |
| Kévin Bérigaud   | 61   | 2007 - 2014      |
| Cédric Barbosa   | 34   | 2009 - 2016      |
| Yannick Sagbo    | 31   | 2010 - 2013      |
| Daniel Wass      | 27   | 2011 - 2015      |
| Pierre Bouby     | 27   | 2007 - 2011      |
| Yohan Di Tommaso | 24   | 2007 - 2009      |
| Youssef Adnane   | 23   | 2010 - 2013      |
| Oumar Pouye      | 20   | 2008 - 2011      |
| Saber Khalifa    | 20   | 2011 - 2013      |
| Aldo Angoula     | 16   | 2009 - 2016      |

### Entraîneurs
| Rang | Nom                             | Période                              |
| ---- | ------------------------------- | ------------------------------------ |
| 1    | Pascal Dupraz (1)               | juillet 2007 - juillet 2009 (OCS 74) |
| 2    | Stéphane Paille                 | juillet 2009 - janvier 2010          |
| 3    | Bernard Casoni                  | janvier 2010 - janvier 2012          |
| 4    | Pablo Correa                    | janvier 2012 - août 2012             |
| 5    | Pascal Dupraz (2)               | septembre 2012 - juin 2015           |
| 6    | Safet Sušić                     | juillet 2015 - janvier 2016          |
| 7    | Romain Revelli                  | janvier - juillet 2016               |
| 8    | Régis Beunardeau                | juillet 2017 - juillet 2018          |
| 9    | Bryan Bergougnoux (1)           | août 2018 - juillet 2019             |
| 10   | Éric Guichard                   | août 2019 - septembre 2020           |
| 11   | Bryan Bergougnoux (intérim) (2) | septembre - octobre 2020             |
| 12   | Helder Esteves                  | octobre 2020- mai 2021               |
| 13   | Bryan Bergougnoux (3)           | mai 2021 - juin 2024                 |
| 14   | William Prunier                 | juillet 2024 -                       |

### Équipe réserve
| Nom                                   | Période              |
| ------------------------------------- | -------------------- |
| Paul Etoké-Mpondo Jean-Claude Duffour | 2007 - 2008 (OCS 74) |
| Jean-Claude Duffour                   | 2008 - 2010          |
| Ronan Salaün                          | 2010 - 2013          |
| Nicolas Weber                         | 2013 - 2014          |
| Gilles Salou                          | 2014 - 2016          |
| Gurbuz Gunlu                          | 2018 -               |

### Centre de formation
Depuis 2013, le centre de formation se trouve dans le domaine de Blonay, à cheval sur les communes haut-savoyardes de Marin et Publier.
| Nom            | Période              |
| -------------- | -------------------- |
| Didier Toffolo | 2007 - 2009 (OCS 74) |
| Nicolas Weber  | 2009 - 2014          |
| Gilles Salou   | 2014 - 2016          |

### Direction
| Rang | Nom                   | Période                                           |
| ---- | --------------------- | ------------------------------------------------- |
| 1    | Henri Vulliez         | juillet 2007 - octobre 2008 (OCS 74)              |
| 2    | Patrick Trotignon (1) | octobre 2008 - décembre 2013 (OCS 74 puis ETG FC) |
| 3    | Joël Lopez            | décembre 2013 - juin 2015                         |
| 4    | Esfandiar Bakhtiar    | juin 2015 - 2016                                  |
| 5    | Jean-Louis Escoffier  | 2017 - 2020                                       |
| 6    | Patrick Trotignon (2) | 2020 - 2021                                       |
| 7    | Ravy Truchot          | depuis 2021                                       |

| Rang | Nom              | Période     |
| ---- | ---------------- | ----------- |
|      | vacant           | 2007 - 2009 |
| 1    | Pascal Dupraz    | 2009 - 2012 |
|      | vacant           | 2012 - 2018 |
| 2    | Olivier Chavanon | depuis 2018 |

### Effectif actuel (2024-2025)
Le tableau liste effectif du Thonon Évian Grand Genève Football Club pour la saison 2024-2025

## Identité du club

### Couleurs et écussons
En 2007, les couleurs du club sont le rouge et le blanc.
À la suite du changement d'identité en 2009, l'Évian Thonon-Gaillard Football Club opte pour les couleurs rose et blanc, qui sont depuis celles du maillot principal de ses équipes.
En 2017, le club opte pour le noir et le blanc.
L'écusson du club a également évolué au gré des changements d'identité du club.

Olympique Croix-de-Savoie 742007 - 2009
Évian Thonon-Gaillard FC2009 - 2016
Thonon Évian Savoie Football Club2017 - 2018
Thonon Évian Football Club2018 - 2020
Thonon Évian Grand Genève Football Club2020 -

### Supporters

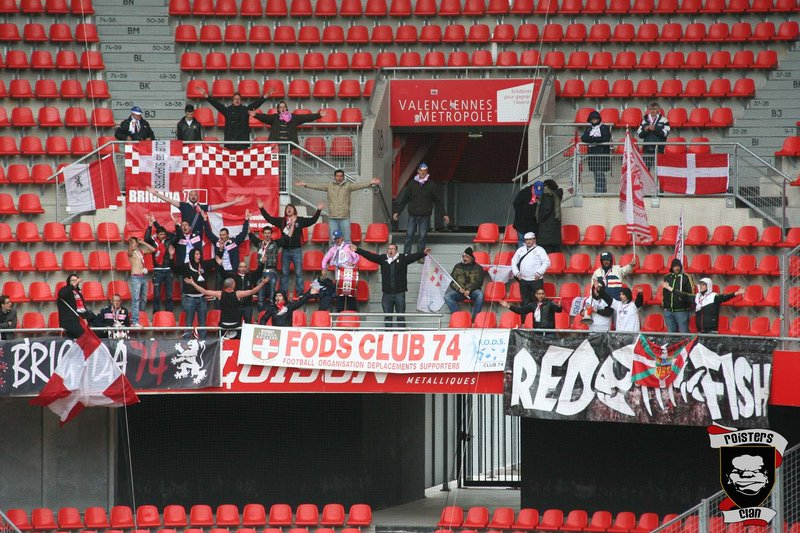
Les Brigada 74, FODS et RED FISH à Valenciennes

Pendant les saisons en National, Ligue 2 et Ligue 1, ils existaient trois groupes de supporters, les Red Fish, le FODS et la Brigada 74.
Pour la dernière année du club en Ligue 2 (saison 2015-2016), des supporters se sont réunis pour former un collectif appelé Couleur Croix, média web invitant les passionnés à se rassembler derrière l’eTG FC. Ce groupe, qui a été dissout seulement un an après sa création (en juillet 2015), réalisait des articles sur les matchs, des interviews de joueurs, des montages photos et vidéos parodiques, et organisait aussi des opérations de communication pour inciter les Haut-Savoyards à se rendre au stade.
Depuis début 2021, il n'existe qu'un seul club de supporters officiels "Les Tabannés".

### Amitiés
Le club entretient une amitié avec l'OGC Nice, cette entente est dû à l'histoire liant Nice et la Savoie. En effet, le Comté de Nice était un État de Savoie avant son annexion en 1860 par la France.

## Structures du club

### Stades
Jusqu'en 2003, le FC Gaillard évoluait au stade Louis-Simon, situé à Gaillard, dont la capacité est limitée à 1 800 places. Avec la fusion et la montée en National, l'équipe première déménage au stade Joseph-Moynat de 3 500 places, situé à Thonon-les-Bains.
La montée en Ligue 2 impose de meilleures structures, le club espère longtemps s'installer au Stade de la Praille (30 084 places) à Genève mais après le refus de l'UEFA, le club doit s'installer à Annecy au Parc des Sports (15 600 places). Le club a investi près d'un million d'euros pour mettre le stade aux normes (vestiaires, éclairage pelouse et tribune notamment). La construction d'un nouveau stade était prévue à l'horizon 2014, les villes de Seynod (près d'Annecy), Etrembières et Findrol (dans le Faucigny) s'étaient portées candidates pour l'accueillir et sa capacité devait se situer entre 15 000 et 20 000 places.
En 2017, le club évoluera de nouveau au stade Joseph-Moynat.

### Centre d'entraînement
Le club compte en 2009 environ 750 licenciés, évoluant dans les équipes de jeunes (de débutant à M18) et dans l'équipe féminine.
Avec la montée en L2, un centre d'entrainement de niveau professionnel est construit à Publier (avec des vestiaires, une salle de musculation et un restaurant), capable d'accueillir les jeunes du centre de formation du club ainsi que le siège à terme.
En 2013 le club s'installe dans le domaine de Blonay. Il y a fait construire un centre d'entraînement, des vestiaires, des bureaux, un centre de formation et autres locaux, le tout autour du château de Blonay. Le club a pour ambition de se délocaliser totalement dans ces lieux et d'en faire son siège. En 2017, à la suite de la liquidation judiciaire du club, tous les équipements du domaine de Blonay sont vendus aux enchères et le club ne peut plus utiliser cette installation. Le stade de Saint-Disdille sur la commune d'Amphion redevient le centre d'entraînement.

### Statut et budget
Le club est fondé sur une association loi de 1901 qui bénéficie de la licence FFF. Une structure professionnelle est créée en 2005 sous la forme d'une SAOS. Elle est transformée en SASP en 2008. Son budget est de 1,1 M€ en 2005, de 1,5 M€ en 2006, de 1,6 M€ en 2008, de 4,2 M€ en 2009, de 4 M€ en 2010 et de 10 M€ en 2011.

### Sponsors et équipementiers
Le club change régulièrement d’équipementier, au gré de sa réussite sportive : Macron jusqu'en 2005, ABM de 2005 à 2006, Duarig de 2006 à 2010, et Kappa à partir de 2010.
Jusqu'en 2005, le club ne compte pas de grand sponsor, mais à partir de cette saison, la multinationale Danone devient sponsor du club et en attire d'autres, parmi lesquels la chaîne de télévision généraliste Direct 8, le casino d'Annemasse, le conseil général de la Haute-Savoie, l'enseigne d'hypermarché Cora ou le groupe de distribution automobile Maurin avec la marque Nissan basée sur Seynod.
Le 7 décembre 2014 lors d'un match disputé contre l'Olympique Lyonnais le club devient le premier de Ligue 1 à afficher des sponsors sur les chaussettes. Cet espace publicitaire fut vendu 7 500 € par match,.